# Greta Bondesson

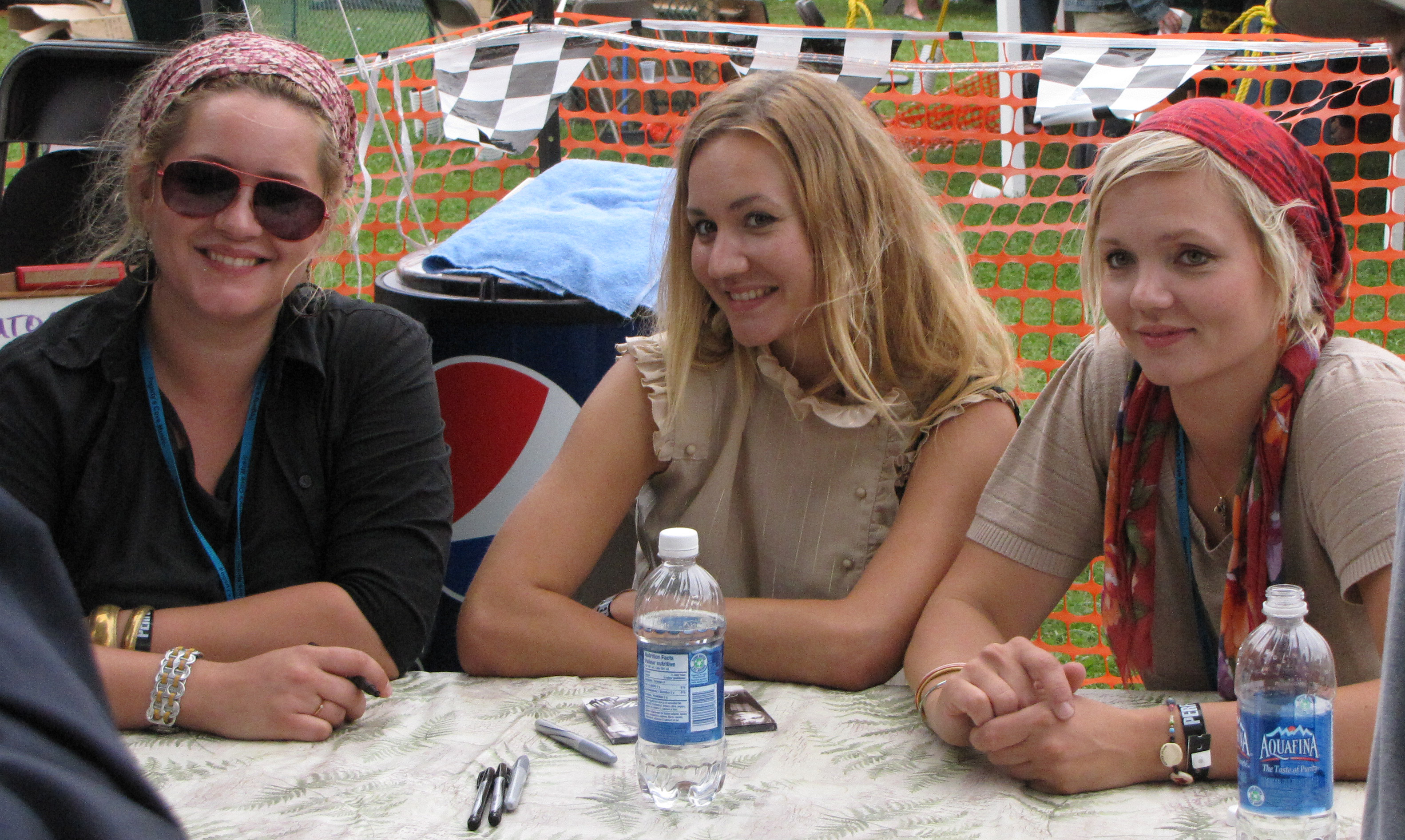
Stella, Sunniva och Greta Bondesson i gruppen Baskery (2010).

Greta Bondesson, född 27 februari 1978, är en svensk artist (gitarrist och banjospelare samt sångare) och en av medlemmarna i den svenska musikgruppen Baskery och den tidigare gruppen Slaptones.